# Balta verticalis
Balta verticalis är en kackerlacksart som beskrevs av Morgan Hebard 1943. Balta verticalis ingår i släktet Balta och familjen småkackerlackor. Inga underarter finns listade.